# Pont de Sèvres (brug)
De Pont de Sèvres is een metalen kokerbrug over de Seine tussen de gemeenten Boulogne-Billancourt en Sèvres in het Franse departement Hauts-de-Seine.
De eerste brug op deze locatie werd gebouwd in 1684. De huidige brug dateert uit 1963. De brug wordt gebruikt door het wegverkeer en door Tramlijn 2.
Het nabijgelegen metrostation Pont de Sèvres is naar de brug genoemd.

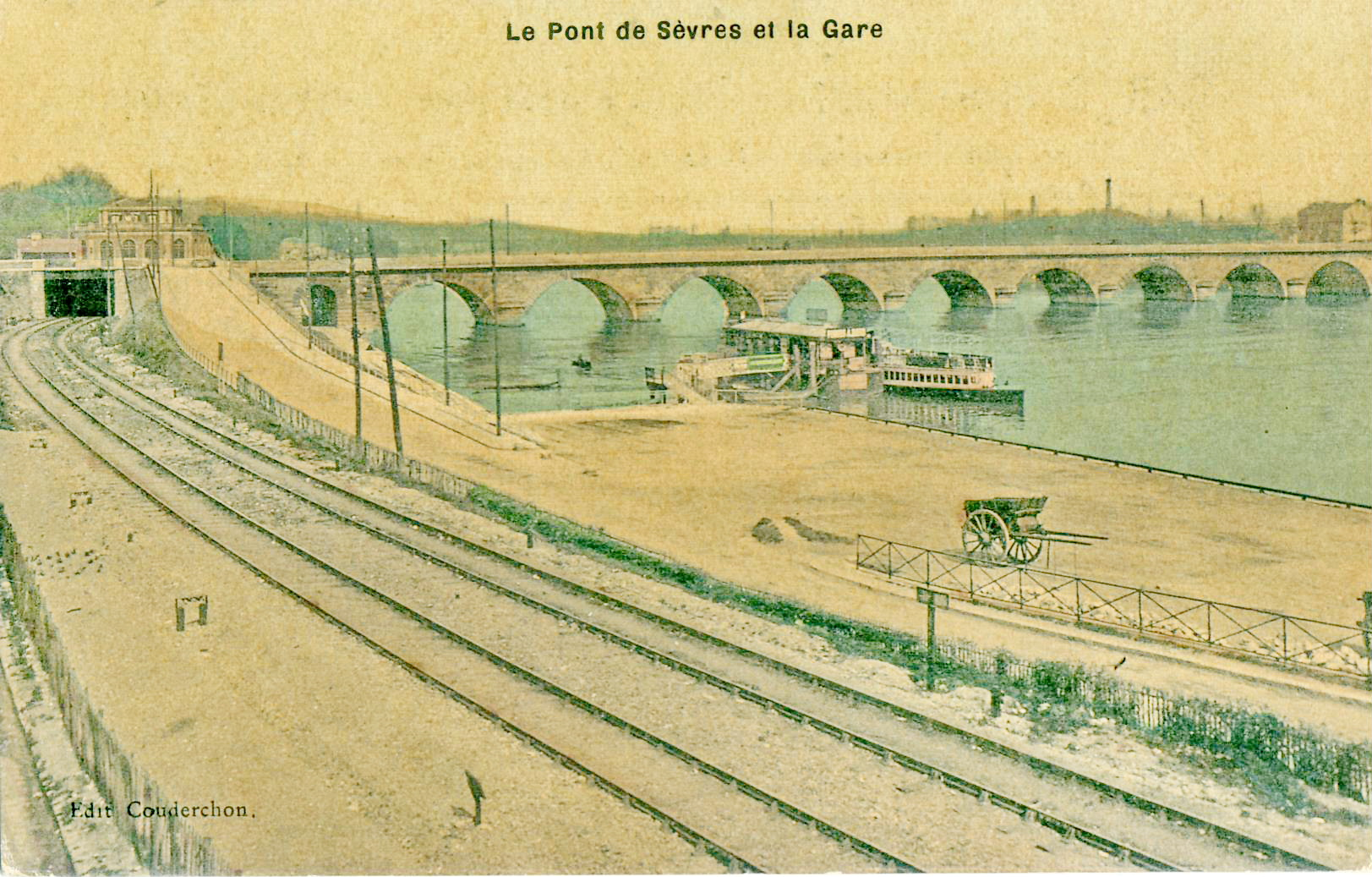
Pont de Sèvres voor 1914